# (246) Asporina
(246) Asporina es un asteroide perteneciente al cinturón de asteroides descubierto por Alphonse Louis Nicolas Borrelly el 6 de marzo de 1885 desde el observatorio de Marsella, Francia.
Está nombrado por Asporina, una madre de los dioses venerada en el monte Asporeno en Asia Menor.

## Características orbitales
Asporina está situado a una distancia media de 2,694 ua del Sol, pudiendo acercarse hasta 2,399 ua. Tiene una inclinación orbital de 15,62° y una excentricidad de 0,1095. Emplea 1615 días en completar una órbita alrededor del Sol.